# 埃迪翁達湖

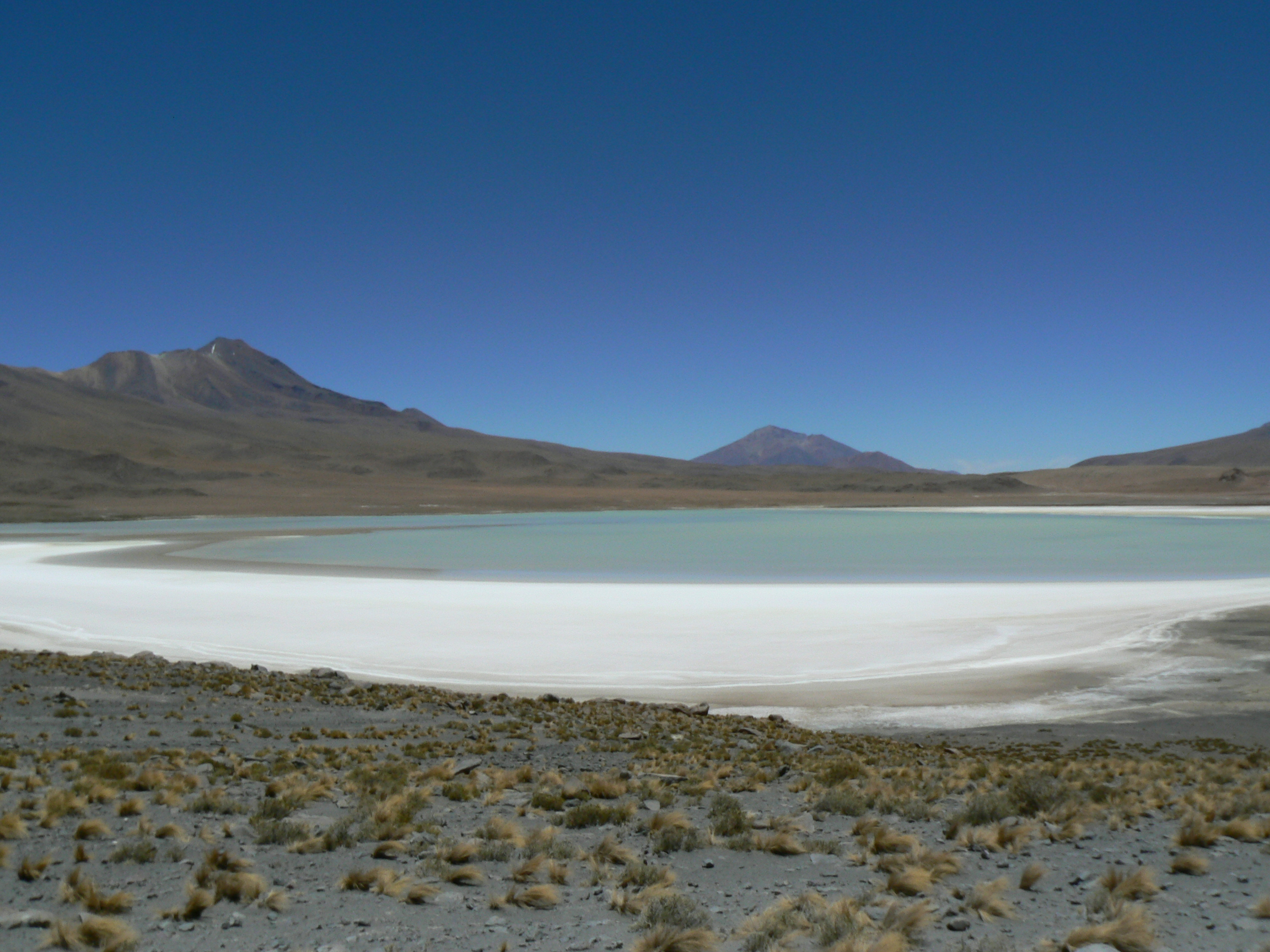

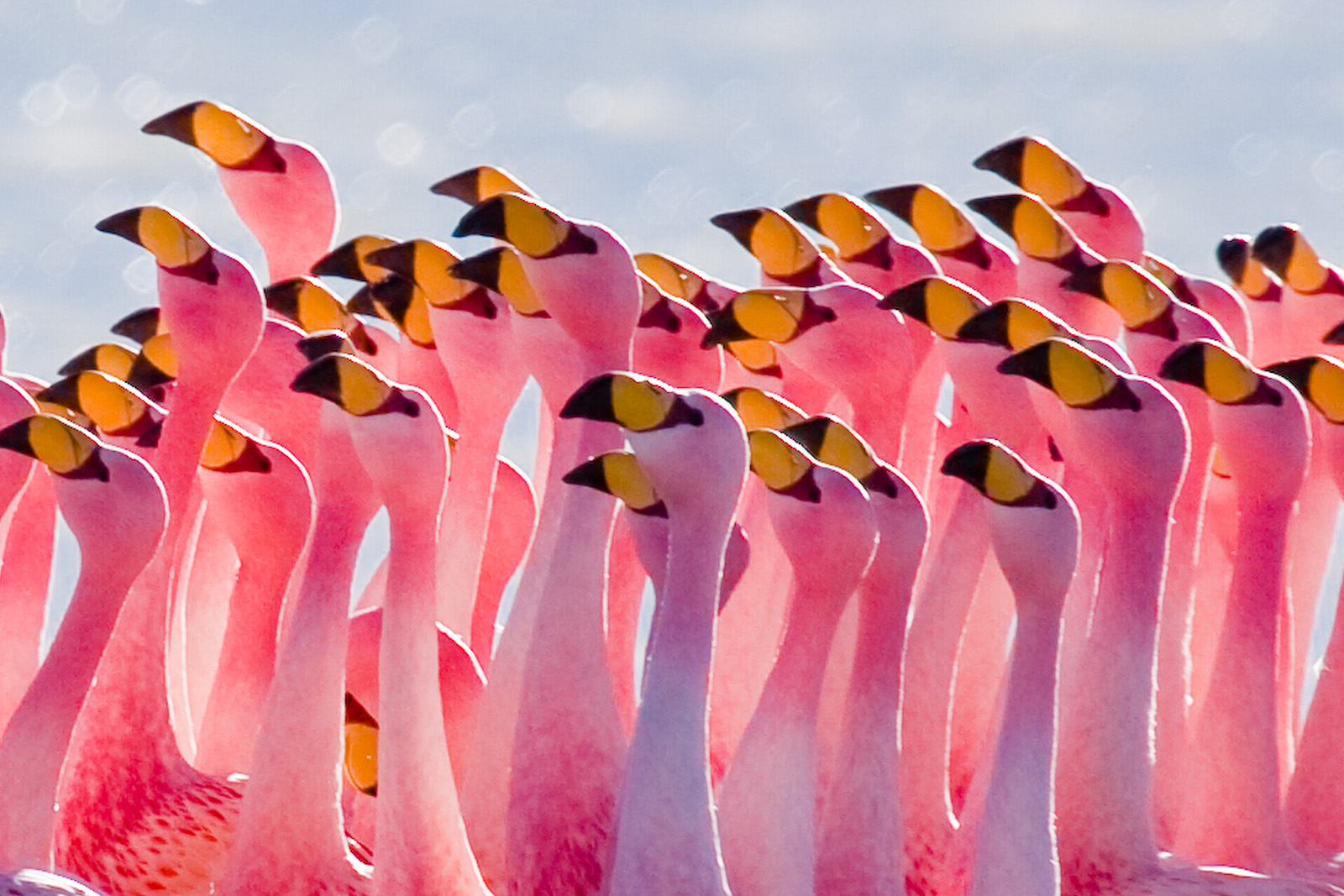

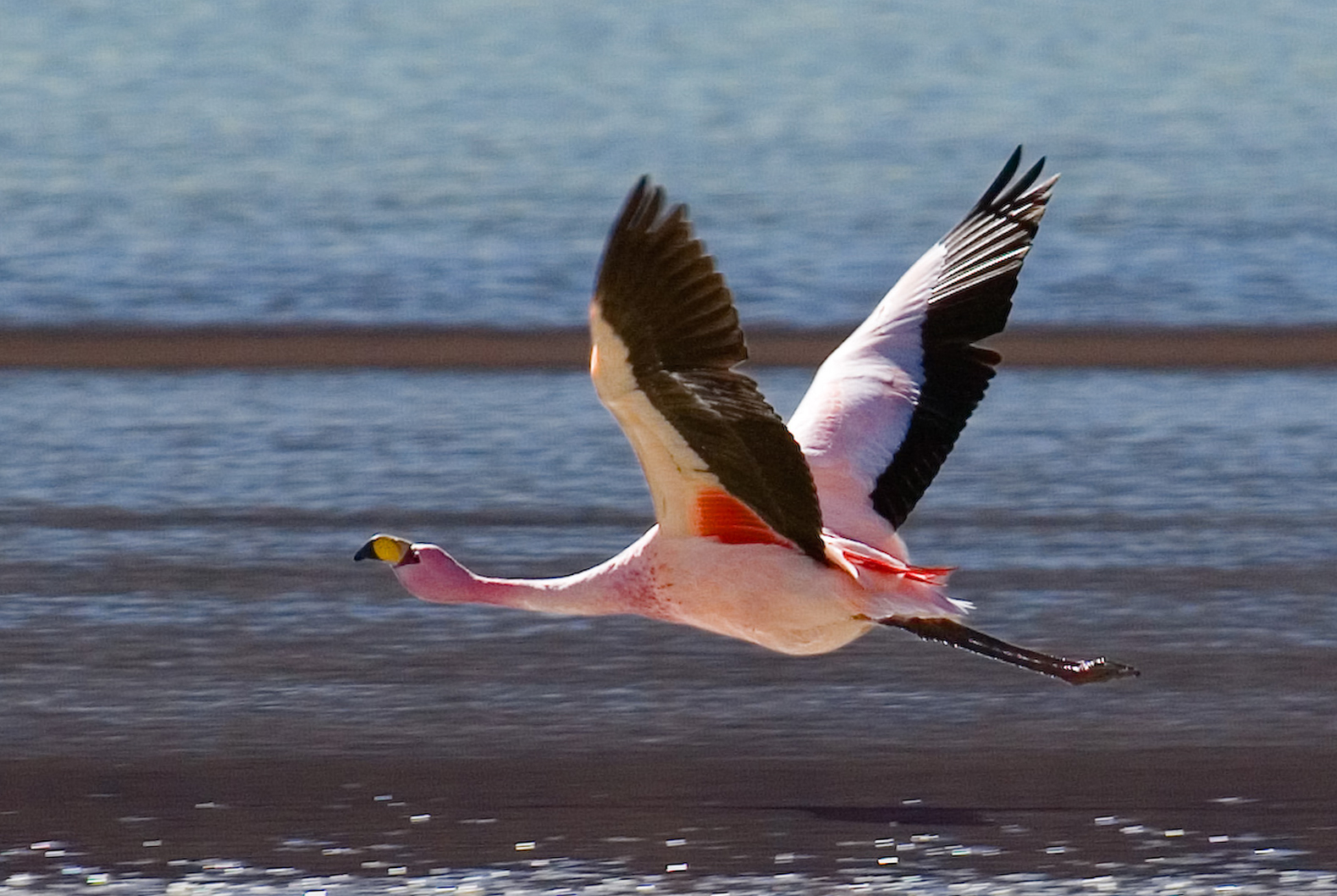

21°34′00″S 68°03′00″W / 21.5667°S 68.05°W
埃迪翁達湖（西班牙語：Laguna Hedionda），是玻利維亞的湖泊，位於該國西南部波托西省的北利佩斯省，處於玻利維亞西部山脈地區，面積3平方公里，海拔高度4,121米，平均水深0.3米。